# كراد البقارة

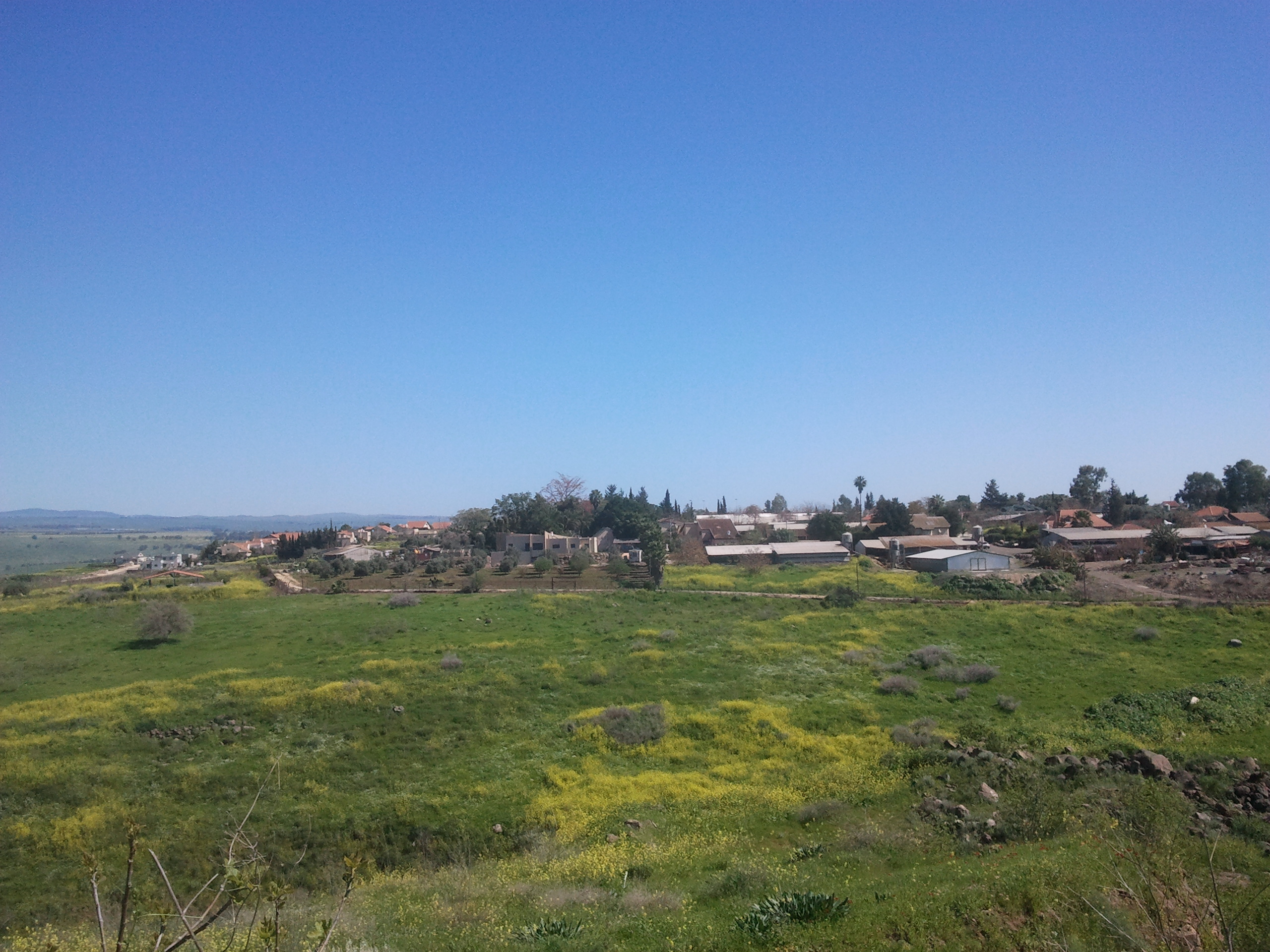
هذه هي القريه الفلسطينيه التي تقع في سهل الحولة غرب وادي المشرفة عند انتهاء نهر الأردن المتوسط

كراد البقارة قرية فلسطينية قضاء مدينة صفد، تقع في سهل الحولة غرب وادي المشيرفة الذي ينتهي في نهر الأردن الأوسط، كما تقع شرقي كراد الغنامة. وهي أقل ارتفاعاً من كراد الغنامة ولكن تربتها أكثر خصباً وانتاجها أعلى. تم احتلال القرية في 22 نيسان في عام 1948 وقد بلغت مساحة الأراضي التابعة لها 2262 دونمًا. وأهم منتجاتها الحبوب، لا سيما الحبوب العلفية كالذرة والبصل. وكانت تزرع فيها الحمضيات أيضًا.

## طبوغرافيا
تقع القرية في الطرف الجنوبيّ من سهل الحولة الواقع في منطقة الأغوار الفلسطينية، غربي وادي المشيرفة الذي ينتهي بنهر الأردن الأوسط. وتقع بالجهة الشمالية الشرقيّة لمدينة صفد، وتبعد عنها 11كم هوائي، وشرقي قرية كراد الغنامة المجاورة لها وفي منطقة منخفضة عنها، ويحدّها من الشمال الغربيّ قرية نجمة الصبح ويردا ومن الشرق تحدّها بحيرة الحولة والدردارة وخربة الدريجات، ومن الجنوب الشرقي كعوش والويزية والجاعونة، أما تربة القرية خصبة وذات إنتاجية عالية، تتوسط القرية لسان رسوبي بركاني حيث ارتفعت على القرية نتوء بركانيّ، وترتفع عن البحر 125 مترًا.

## السكان والتسمية
سكنها قوم من البدو الذين سكنوا فيها لخصوبة أرضها ومراعيها الخضراء، التي استعملوها لرعي مواشيهم من بقر وغنم وإلى ذلك مرد اسم القريتين الشقيقتين: كراد البقّارة المنسوب إلى رعي البقر وكانت البقعة التي أقيمت فيها القرية مكانًا لرعاة الأغنام والأبقار. وقد جذبت هذه البقعة الخصيبة الغنية بالعشب البدو الرحالة فاستقروا فيها وأنشأوا القرية. وأخذ السكان يعملون في الزراعة وتربية المواشي. وتفيد بعض المصادر أن أصل سكان الكراد من حي الكرادة بالعراق وهم أصحاب الكرادة وتشير مصادر أخرى إلى أن تسمية الكراد الاسم من الكرادة والتي تعني السقاية والكرد هو الآلة المستعملة لرفع الماء من أجل السقاية، ويتصل ذلك بنسبهم الذي يعود إلى زبيد القحطانيّة التي تتفرع عنها قبائل في حوران والعراق.
الحمائل والعائلات في القرية: العزايزة البرازية البدور، والحوامدة، العوابدة، الرواشدة، وشقّور، مصري، شبراوي، حجّاج، الحلاحلة، الخالدي، شقيرات، المناذرة، شريفي، المشاوطة.

## عهد الانتداب البريطاني
في فترة الانتداب البريطاني في عام 1931 كان عدد سكان البقّارة 245 نسمة. بلغ عدد السكان 360 نسمة بحلول عام 1945، كانت القرية تقع على 2262 دونمًا من الأراضي، وفقًا لمسح رسميّ للأراضي والسكّان ذلك العام. تمّ استخدام 1961 دونماً للحبوب و60 دونمًا مرويًا أو مستخدمًا في المزارع، بينما كان 120 دونم من الأراضي غير صالح للزراعة. كانت بيوتها مبنية من الطين وكان عددها 60 بيتًا وكانوا فيها 50 تلميذًا وتلميذة يتلّقون تعليمهم في مدرسة مشتركة مع كراد الغنّامة.

## التهجير واللجوء
سيطر الجيش السوري على قسم من أراضي سهل الحولة يضم أراضي كراد البقّارة وجزء من أراضي كراد الغنّامة. وتم عقد الهدنة والاتفاق على إبقاء منطقة الحولة منزوعة السلاح، وإعادة سكانها العرب واليهود إليها، فعاد أهالي كراد البقّارة إلى بيوتهم أما كراد الغنّامة فانتقلوا للعيش بمحاذاتهم لان موقع القرية كان خارج مثلث الهدنة.
رفض الأهالي تسليم أراضي القرى والخروج منها ولكن في آذار 1951 هاجم الجيش الإسرائيلي القريتين وهجّر الأهالي لسوريا. تم إثارة القضية في المحافل الدولية، وبضغط من الدولة السورية تم إرسال مراقبين دوليين لتقصي الحقائق، وأصدر مجلس الأمن القرار رقم (93) بتاريخ 18 أيار/ مايو 1951، الذي نص على إعادة الأهالي إلى قراهم، وبعد ثلاثة أشهر عاد نحو 60% ممن هُجّروا إلى القريتين.
بقي أهالي القريتين في أماكنهم، بعد ترميم بيوتهم المهدمة، تحت الوصاية الدولية، حتى 30 تشرين الأول/ أكتوبر عام 1956 حين باغتتهم القوات الإسرائيلية إبان العدوان الثلاثي على مصر، وهجّرتهم باتجاه جسر "بنات يعقوب" الذي يفصل المنطقة عن هضبة الجولان السورية، حيث بقوا هناك حتى حرب عام 1967، لينتقلوا بعدها إلى مخيمات اللجوء في سوريا وقرية شعب في الجليل الفلسطيني المحتلّ عام 1948 .

## محيط القرية
تحيط بالقرية أراضي تليل ومنصورة الخيط والأراضي السورية. كانت تقع بجانب القرية العديد من الخرب الأثرية مثل، خربة نجمة الصبح التي تحتوي على موقع أثري من أعمدة وجدران وصهاريج، وبجانبها تل أثري آخر يعرف بتل الصفا يحتوي صخور منحوتة ومدافن ومعاصر

## القرية اليوم
دمرت القرية بالكامل، جدران بعض البيوت لاتزال موجودة. ولا توجد مستوطنات على مسطح القرية ولكن اليوم تتمدّد مستوطنة أييلت هشاحار، وهو تعريب للاسم العربي للقرية العربية المهجّرة نجمة الصبح، على أراضي قرية كراد البقارة.

## وصلات خارجية
- كراد البقارة ترحب بكم